# Angélico Vieira
 Sandro Milton Angélico Vieira (n. 31 decembrie 1982 – d. 28 iunie 2011) a fost un actor și un cântăreț portughez. El a fost membru al unei trupe de băieți portughezi, numită D'ZRT.

## Cariera
Vieira și-a început cariera când a fost distribuit ca personaj, David, în opera portugheză Morangos com Açúcar. 
În același timp, el s-a alăturat trupei de băieți D'ZRT, care au atras atenția la nivel național. 
A apărut în multe alte roluri de televiziune, inclusiv telenovele, în timpul carierei sale.

## Decesul
În data de 28 iunie 2011, Vieira a murit din cauza rănilor provocate de un accident rutier, la vârsta de 28 de ani.